# Pedro Cateriano
Pedro Álvaro Cateriano Bellido (Lima, 26 de junio de 1958) es un abogado y político peruano. Fue presidente del Consejo de Ministros durante los gobiernos de Martín Vizcarra y de Ollanta Humala. Ejerció también como ministro de Defensa de 2012 a 2015 y como diputado por Lima en el breve periodo 1990-1992.

## Biografía
Nació en la ciudad de Lima, el 26 de junio de 1958. Fue hijo del arequipeño Pedro Cateriano Delgado y de Clara Bellido Delgado. Su tío bisabuelo, el coronel Andrés Neptali Cateriano y Alcalá, se desempeñó como Ministro de Guerra y Marina durante el Gobierno de José Pardo y Barreda.
Realizó sus estudios primarios y secundarios en el Colegio de la Inmaculada ubicado en el distrito de Santiago de Surco, donde egresó en 1975. Posteriormente, Cateriano ingresó a la Pontificia Universidad Católica del Perú y estudió la carrera de Derecho. Cuenta además con estudios de Doctorado en el Instituto Universitario de Investigación Ortega y Gasset, adscrito a la Universidad Complutense de Madrid.
Es especializado en Derecho constitucional y su experiencia profesional abarca las áreas jurídica, pedagógica, empresarial y política.
Se ha desempeñado como profesor de Derecho Constitucional y Cultura Política de la Universidad de Lima.

## Carrera política

### Diputado por Lima
Pedro Cateriano incursionó en el ámbito político cuando en el año 1988 se integró al Movimiento Libertad liderado por Mario Vargas Llosa y posteriormente postula a la Cámara de Diputados por el Frente Democrático en las elecciones parlamentarias de 1990. Cateriano fue elegido con 27,995 votos y fue juramentado para el periodo parlamentario 1990-1995.
Dentro de su gestión, formó parte de las comisiones de Constitución, Relaciones Exteriores y de la Comisión Permanente. En 1991 integró junto con Fausto Alvarado, Fernando Olivera y Lourdes Flores la comisión multipartidaria que investiga el caso BBCI ocurrido durante el primer gobierno del expresidente Alan García. Cateriano acudió al Senado de los Estados Unidos en presencia de John Kerry. Posteriormente escribió el libro El caso García, en donde detalla dicha investigación.
El 5 de abril de 1992, su cargo como diputado fue disuelto tras el autogolpe de estado decretado por el presidente Alberto Fujimori. Ante esto, Cateriano fue uno de los fuertes opositores al régimen fujimorista y participó en manifestaciones realizadas por los diputados disueltos.
Postuló nuevamente al Congreso de la República en las elecciones de 1995 como miembro del Frente Independiente Moralizador, sin embargo, no resultó elegido.
Representó al Perú ante el Comité de Expertos del Mecanismo de Seguimiento de la Convención Interamericana contra la Corrupción. 
Tras la caída del gobierno de Alberto Fujimori y el inicio del gobierno de Alejandro Toledo, Cateriano fue nombrado por el ministro Fernando Olivera como viceministro de Justicia, ejerciendo el cargo desde el 28 de julio del 2001 hasta el 21 de junio del 2002.
Durante la segunda vuelta de las elecciones generales del año 2011, Cateriano decidió apoyar a la candidatura presidencial de Ollanta Humala frente a la de Keiko Fujimori. Esto se debió también al apoyo de Mario Vargas Llosa a Humala tras su fuerte rechazo contra el fujimorismo.
El 21 de febrero del 2012, Cateriano fue nombrado como agente del Estado Peruano ante la Corte Interamericana de Derechos Humanos, para el caso de la Operación Chavín de Huántar, defendiendo la versión del gobierno de que no hubo ejecuciones durante la liberación de los rehenes de la residencia del embajador japonés en el año 1997.

### Ministro de Defensa
El 23 de julio del 2012, Pedro Cateriano fue nombrado por el presidente Ollanta Humala como su nuevo ministro de Defensa en reemplazo de José Urquizo, formando parte del gabinete ministerial presidido por Juan Jiménez Mayor.
En su gestión como ministro, se realizaron importantes compras de equipamiento militar, mayormente mediante acuerdos de gobierno a gobierno, entre las que destacan el buque oceanográfico polar BAP Carrasco, el satélite de observación terrestre PeruSat-1, submarinos y helicópteros esenciales para las operaciones militares en el Valle de los ríos Apurímac, Ene y Mantaro (VRAEM). Asimismo, con asesoría del gobierno de España, se planificó y fabricó el buque escuela BAP Unión en el Servicios Industriales de la Marina (SIMA), el cual es una destacada herramienta en la formación de los cadetes navales y opera también como embajada itinerante.
El 14 de julio del 2013, el dominical periodístico Panorama reveló una conversación telefónica en la cual Cateriano le comenta a un interlocutor que la primera dama, Nadine Heredia, le dio “luz verde” para realizar algunas compras para el sector Defensa a través del Programa de las Naciones Unidas para el Desarrollo. El diálogo dejó entrever una supuesta injerencia de la esposa de Ollanta Humala en las decisiones del gobierno; sin embargo, Cateriano argumentó que Heredia solo le transmite los mensajes del presidente.
Se realizó n peritaje de la Policía Nacional del Perú, estableciendo que el audio es inaudible en varias partes y habría sido editado. La Fiscalía archivó en dos oportunidades las investigaciones sobre una supuesta compra de armas.

#### Polémica por Servicio Militar
En diciembre del 2012 el Poder Ejecutivo emitió el Decreto Legislativo 1146 que modifica la Ley del Servicio militar establece en su artículo 50 que «los elegidos por sorteo están obligados a presentarse en el plazo señalado» para el proceso de selección. Quienes resultaran seleccionados estarían obligados a presentarse en el plazo indicado para incorporarse al servicio acuartelado y que estarían exceptuados los sorteados que tuvieran discapacidad física o mental grave y permanente, quienes estuvieran privados de su libertad, quienes acreditaran ser responsables del sostenimiento del hogar, los estudiantes universitarios, quienes acreditaran la prestación de algún servicio voluntario a la comunidad y los residentes en el extranjero. El Tribunal Constitucional posteriormente resolvió que el sorteo no era contrario a la Constitución.
Al respecto, miembros de la oposición han cuestionado duramente el referido decreto por discriminatorio a los más pobres y por tornar «obligatorio» para quienes no puedan abonar dicha suma (aproximadamente US$ 720). Incluso, Cateriano estuvo a punto de ser censurado por Congreso de la República.
De otra parte, surgieron cuestionamientos a la labor de los reclutas porque el Gobierno negó desplegarlos a zonas de emergencia donde operara las facciones escindidas de Sendero Luminoso (más conocida como VRAEM), siendo corregido posteriormente por el viceministro de Defensa, contraalmirante (R) Mario Sánchez Debernardi. Él admitió que si bien los reclutas van a zona de emergencia, solo prestan servicio a la comunidad.

### Presidente del Consejo de Ministros
Tras la censura parlamentaria al gabinete ministerial de Ana Jara Velásquez, fue nombrado presidente del Consejo de Ministros el 2 de abril de 2015. La ceremonia se realizó en el Salón Dorado de Palacio de Gobierno, en la que también juramentaron Jakke Valakivi (Defensa), Gustavo Adrianzén (Justicia y Derechos Humanos) y Ana María Sánchez (Relaciones Exteriores) como nuevos ministros.
El 27 de abril se presentó junto a su gabinete ministerial en el Congreso el para exponer sus objetivos a lograr y solicitar la investidura; la cual fue aprobada con 73 votos a favor, 10 en contra y 39 abstenciones.
El 15 de julio de 2020, durante la pandemia por COVID-19 en Perú, juró por segunda vez como Presidente del Consejo de Ministros en reemplazo de Vicente Zeballos. La ceremonia de juramentación se llevó a cabo a las 11:00 a. m., en la cual también juraron Mario López Chávarri (Relaciones Exteriores), Jorge Montoya (Interior), Rafael Belaúnde (Energía y Minas), Martín Ruggiero (Trabajo), José Salardi (Producción), Carlos Estremadoyro (Transporte) y Pilar Mazzetti (Salud) como nuevos ministros.
El 16 de julio, se reunió con el presidente del Congreso, Manuel Merino, y el primer vicepresidente de la institución, Luis Valdez Farías, a fin de solicitar el voto de confianza a su gabinete ministerial antes de 28 de julio, petición que no se le concedería, sino hasta el 3 de agosto  y discutir asuntos públicos en el marco de la emergencia sanitaria generada por el nuevo coronavirus. Llegada la fecha, dicha solicitud fue rechazada con 54 votos en contra, 37 a favor y 34 abstenciones; motivo por el cual, con tan solo veinte días en el cargo, Cateriano tuvo que presentar su renuncia ante el presidente Martín Vizcarra.

A mí se me advirtió, señor Presidente, que no había consenso respecto a la ratificación del ministro de Educación y que, por lo tanto, iba a ser muy difícil que se me extienda el voto de confianza.
Yo agradezco, señor presidente, al pequeño número de parlamentarios que ha expresado públicamente, el día de hoy, en el sentido de que me extenderá el voto de confianza, y también respeto a ese grupo mayoritario que ya anunció que no me extenderá la confianza. Naturalmente, como demócrata, acataré lo que decida la mayoría y obviamente de no recibir la confianza regresaré a mis labores, señor Presidente, con la consciencia tranquila del deber cumplido con intensidad en estos días. Gracias señor Presidente.
Intervención final de Cateriano el día 4 de agosto de 2020

## Publicaciones
- El Caso García (1994)
- Historia de la Supervisión y Regulación Financiera en el Perú (colaboración, 2006).
- 20 Peruanos del Siglo XX (coautoría, 2015).
- Sin anestesia: Una década de lucha por la democracia (2021)
- Vargas Llosa, su otra gran pasión (2025).

## Condecoraciones
- "Orden Militar de Ayacucho" en el grado de Gran Cruz, otorgada por el ministro de Defensa.
- "Orden Militar Francisco Bolognesi" en el grado de Gran Cruz, otorgada por el Ejército del Perú.
- "Cruz Peruana al Merito Militar" en el grado de Gran Cruz, otorgada por el Ejército del Perú.
- "Orden de gran Almirante Grau" en el grado de Gran Cruz Especial, otorgada por la Marina de Guerra del Perú.
- "Cruz Peruana al Mérito Naval" en el grado de Gran Cruz Especial, otorgada por la Marina de Guerra del Perú.
- "Orden Capitán Quiñones" en el grado de Gran Cruz Especial, otorgada por la Fuerza Aérea del Perú.
- "Cruz Peruana al Mérito Aeronáutico" en el grado de Gran Cruz Especial, otorgada por la Fuerza Aérea del Perú.
- "Gran Cruz Mérito Militar" con Distintivo Blanco, otorgada por el Reino de España.
- "Orden Nacional Vasco Núñez de Balboa" en el grado de Gran Cruz, otorgada por la República de Panamá.
- "Medalla Policía Nacional Alférez de la PNP Mariano Santos Mateos", otorgada por la Policía Nacional del Perú.
- "Orden de San Carlos" en el grado de Gran Cruz, otorgada por la República de Colombia.
- "Orden al Mérito por Servicios Distinguidos" en el grado de Gran Cruz, otorgada por el Ministerio de Relaciones Exteriores del Perú.
- "Orden de Isabel la Católica" en el grado de Gran Cruz, otorgada por el Reino de España.
- "Orden El Sol del Perú" en el grado de Gran Cruz, otorgada por el Ministerio de Relaciones Exteriores del Perú.
- "Orden Nacional de la Legión de Honor" en el grado de Oficial, otorgada por la República Francesa.
- "Orden del Mérito de la República Federal de Alemania" en el grado de Gran Cruz, otorgada por el presidente de la República Federal de Alemania.